# Фигероа Алькорта, Хосе
Хосе́ Мари́я Корне́лио дель Корасо́н де Хесу́с Фигеро́а Алько́рта (исп. José María Cornelio del Corazón de Jesús Figueroa Alcorta; 20 ноября 1860, Кордова — 27 декабря 1931, Буэнос-Айрес) — аргентинский адвокат и политик. Вице-президент Аргентины (1904—1906), Президент Аргентины с 12 марта 1906 по 12 октября 1910 года.
Родился в Кордове, Аргентина. Занимался адвокатской практикой. Начал политическую карьеру депутатом законодательного собрания Кордовы, в 1895 году стал губернатором провинции Кордова. В 1898 году был избран в Конгресс Аргентины, занимал пост сенатора до 1903 года. В 1904 году он стал вице-президентом Аргентины и сменил президента Мануэля Кинтану в 1906 году, занимал пост до 1910 года.
Он является единственным президентом Аргентины, возглавлял три ветви власти:
- Законодательную: в качестве заместителя (1892) и сенатора (1898);
- Исполнительную: президент (1906);
- Судебную: Судья Верховного Суда (1915) и затем Председатель Верховного Суда (1929)[1].